# District de Murrupula
Le district de Murrupula est une subdivision administrative de la province de Nampula au nord du Mozambique. En 2007, sa population est de 140 311 habitants.

## Source de la traduction
- (en) Cet article est partiellement ou en totalité issu de l’article de Wikipédia en anglais intitulé « Murrupula District » (voir la liste des auteurs).